# 宇宙旅行協会
宇宙旅行協会（うちゅうりょこうきょうかい、独: Verein für Raumschiffahrt - VfR）は第二次世界大戦以前にあったドイツのロケット愛好家団体。ドイツ人以外のメンバーも存在した。フォン・ブラウンを始め、後の軍事ロケットの開発者・技術者となるものが多く参加していた。日本語ではドイツ宇宙旅行協会と表記されることもある。

## 概略
1923年6月にヘルマン・オーベルトの『惑星空間へのロケット』（Die Rakete zu den Planetenraumen）が出版されてから、宇宙旅行とロケット工学はドイツで人気を得ていた。オーベルトは1929年に『宇宙旅行への道』（Wege zur Raumschiffahrt）という加筆本を発表している。
マックス・ヴァリエ、ウィリー・レイとともにヨハネス・ヴィンクラーは1927年、VfRを設立した。
レイとオーベルトはフリッツ・ラングのSF映画『月世界の女』の監修をした際、実際に打ち上げられるロケットを製作する資金をラングから提供してもらうよう望んでいた。オーベルトはわずか3ヶ月の間に液体燃料ロケットを設計・製作しようとしたが、実験中に爆発。オーベルトは耳の鼓膜が破れ、右目を失明する
ヴァリエはフリッツ・フォン・オペルを手伝い、オペル社の宣伝の為のロケット動力装置を製作した。
1930年1月25日、VfRは液体燃料を使用した燃焼実験（5分間）に初めて成功した。そしてロケットの追加実験はザクセンのベルンシュタットの近郊の農場で行われた。
ヒトラーが権力を握る前の1930年11月、VfRは資金提供を求め、ドイツ軍に接触した。当時、ロケットは軍事的に発達していなかったので、11年前の第一次世界大戦敗戦によるヴェルサイユ条約はロケット開発には制限をかけていなかった。VfRは自治体から、ライニッケンドルフの放棄された弾薬集積所を使用する許可を得た。
彼らはここをベルリン・ロケット飛行場と名づけ、ここからVfRは3年間の間、徐々にパワフルなロケットを設計して打ち上げた。ミラクロケットの失敗の後、レプルゾルシリーズは高度1km以上に達した。
1932年の春、ドイツ陸軍のヴァルター・ドルンベルガーとカール・ベッカーがVfRのロケット打ち上げ（失敗した）を見学した。その後、ドルンベルガーはロケット打ち上げの契約を申し出た。当時、若い学生で、チームの一員でもあったフォン・ブラウンはこの契約に積極的だった。結局、チームはこの提案を断ったが、このことが、数年後の協会の解散へと繋がっていく。1932年11月、フォン・ブラウンは一人、ドイツ陸軍兵器局に入り、大型ロケット開発を始めた。フォン・ブラウンは1937年以降ペーネミュンデ陸軍兵器実験場において技術開発主任となっていた。後に、V-2ロケットが生まれたこの基地には多くのVfRの元会員が参加していた
。
協会は消滅の原因はほかにもあり、財源の確保ができず弾薬集積所を軍に返還しなければならなかったこと、ベルリン市当局の監視がロケットの実験に厳しくなったこと、などが挙げられる。
確認されているVfRのロケット部品は、VfRのメンバーだったHerbert Schaeferがアメリカに1935年に移民する際に持ち込んだレプルゾルのアルミニウム製ノズルの不良品のみである。1978年に彼はこれをスミソニアン協会に寄付している。